# La Bouëxière
La Bouëxière är en kommun i departementet Ille-et-Vilaine i regionen Bretagne i nordvästra Frankrike. Kommunen ligger i kantonen Liffré som tillhör arrondissementet Rennes. År 2022 hade La Bouëxière 4 602 invånare.

## Befolkningsutveckling
Antalet invånare i kommunen La Bouëxière
Referens:INSEE